# Camille Pouget
Camille Pouget (22 de octubre de 2002) es una deportista francesa que compite en escalada. En los Juegos Europeos de Cracovia 2023 consiguió una medalla de oro en la prueba de dificultad.

## Palmarés internacional
| Juegos Europeos | Juegos Europeos  | Juegos Europeos | Juegos Europeos |
| Año             | Lugar            | Medalla         | Prueba          |
| --------------- | ---------------- | --------------- | --------------- |
| 2023            | Tarnów (Polonia) | Medalla de oro  | Dificultad      |